# Parti allemand hanovrien
Pour les articles homonymes, voir DHP et Parti allemand (homonymie).
Le parti allemand hanovrien (Deutsch-Hannoversche Partei en allemand (DHP)) ou plus simplement parti Welf en référence à l'ancienne famille régnante dans le royaume de Hanovre, est un parti politique conservateur et fédéraliste du royaume de Prusse et de l'Empire allemand.

## Prusse et Empire allemand

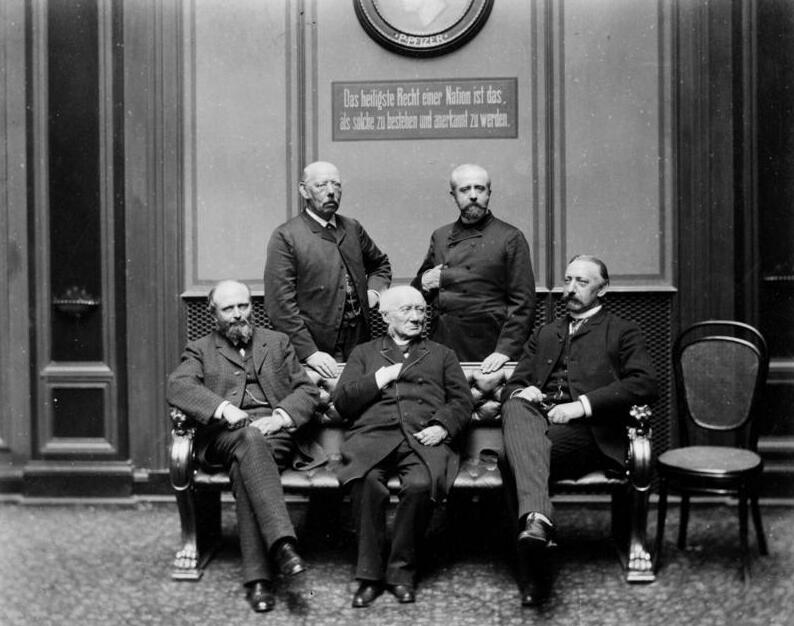
Députés du groupe parlementaire du DHP au Reichstag en 1889 avec Ludwig Windhorst au centre

Le parti est fondé en 1869 en réaction à l'annexion du Royaume de Hanovre par celui de Prusse et à la confiscation des biens de la famille régnante, les Welf. Ces biens servent de caisse noire au chancelier Bismarck et sont appelés fonds Welf. Le parti tente de rétablir la famille Welf au pouvoir, ce qui lui vaut le surnom de « parti Welf ». Le parti est conservateur, anti-prussien et de confession luthérienne. Il est surtout présent à l'est de l'ancien royaume. Parmi ses membres, on dénombre de nombreux nobles. Au Reichstag, les députés du parti rejoignent généralement le groupe parlementaire du Zentrum, le parti des catholiques. Le député Ludwig Brüel (de), ami du président du Zentrum Ludwig Windthorst, joue un rôle important en 1892 pour la restitution des fonds Welf. Le président du parti est de 1890 à 1898 Georg von der Decken (de).

## République de Weimar
Après 1918, le DHP continue de militer pour l'indépendance du Hanovre de l'État de Prusse dans le nouvel État allemand. En 1924, les négociations en ce sens échouent sous la pression des fonctionnaires fédéraux et de la presse. Le parti connaît alors un lent déclin, ses membres protestants de la partie est du Hanovre rejoignant le parti national-socialiste, tandis que ses membres catholiques de la région d'Osnabruck et de l'Emsland, comme Wilhelm Borgmann (de), adhèrent au Zentrum. En 1933, le parti est dissous en anticipation de l'interdiction décidée par les nazis.
| Élection législative | Pourcentage des voix | Sièges |
| -------------------- | -------------------- | ------ |
| 1871                 | 1,4 %                | 7      |
| 1874                 | 1,4 %                | 4      |
| 1877                 | 1,6 %                | 4      |
| 1878                 | 1,7 %                | 10     |
| 1881                 | 1,7 %                | 10     |
| 1884                 | 1,7 %                | 11     |
| 1887                 | 1,5 %                | 4      |
| 1890                 | 1,6 %                | 11     |
| 1893                 | 1,3 %                | 7      |
| 1898                 |                      | 9      |
| 1903                 |                      | 6      |
| 1907                 | 0,7 %                | 1      |
| 1912                 | 0,7 %                | 5      |

## République fédérale d'Allemagne
En 1945, le parti régional de Basse-Saxe, renommé en 1947 parti allemand, prend la relève du DHP. Il est fortement représenté en Basse-Saxe, son président Heinrich Hellwege occupant de 1955 à 1959 le poste de ministre-président du Land. Au niveau fédéral, il s'allie à la CDU et certains de ses membres occupent des fonctions ministérielles.
En 1953, des dissidents du DP refondent le DHP, avec peu de succès toutefois. Ils retournent dans ce qu'il reste du DP en 1962, la plus grande partie de l'ancien DP ayant rejoint le Parti pan-allemand (de). Le seul président de ce DHP est Hans Wilhelm Griemsmann. Il participe aux élections régionales de Basse-Saxe en 1955 et obtient 0,3 % des voix. En 1957 avec le Zentrum (qui est entretemps lui aussi devenu un petit parti), il forme la liste électorale de Basse-Saxe de l'union fédérale (de).

## Calendrier
Le parti édite de 1898 à 1933, le Deutsch-hannoverschen Volkskalender.